# Louis Bate
Pour les articles homonymes, voir Bate.
Louis Robert Bate, né à Bordeaux le 10 octobre 1898 et mort à Đà Lạt le 1er mars 1948, est un peintre, aquarelliste, dessinateur et sculpteur français. 

## Biographie

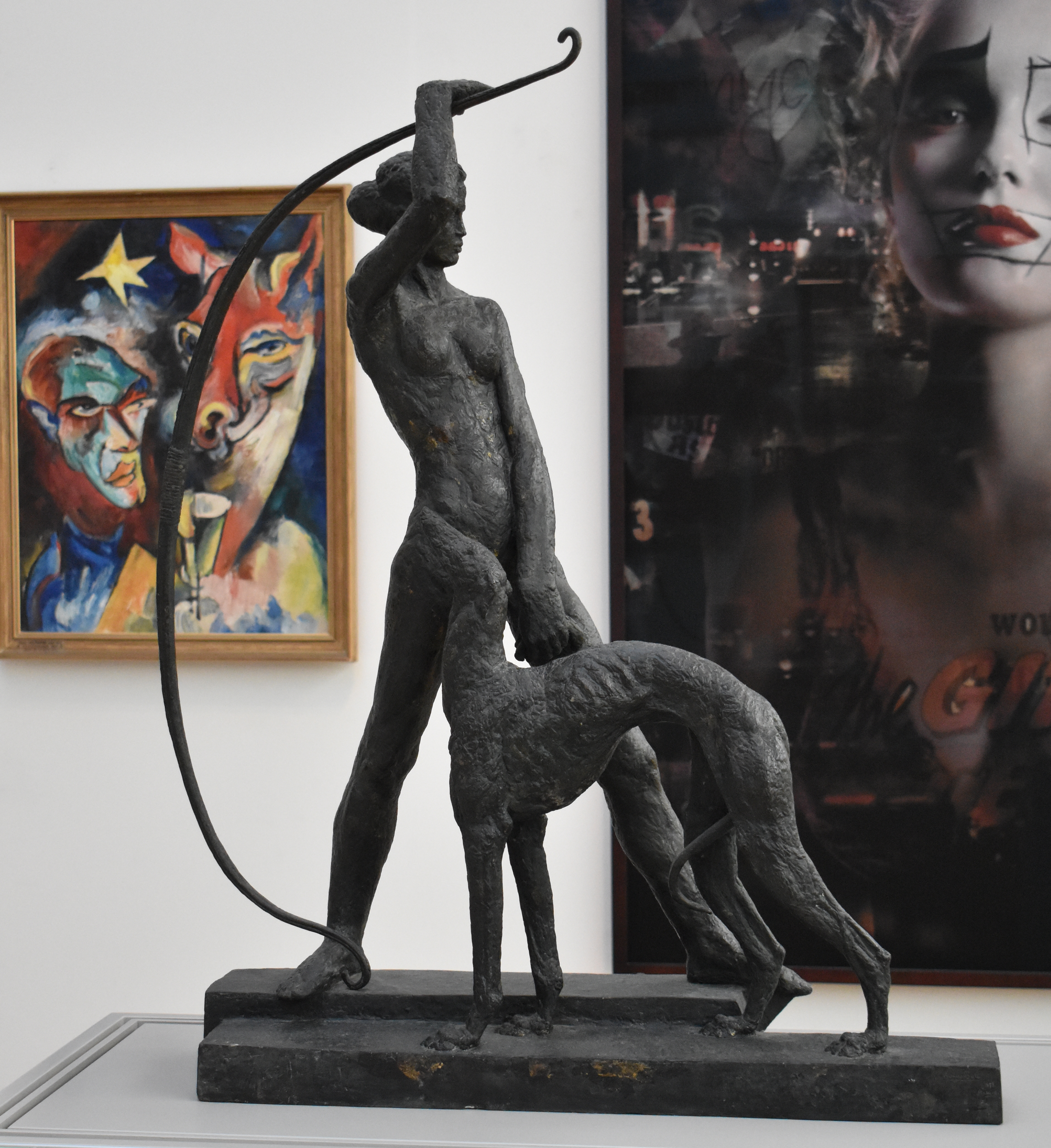
Diane chasseresse par Bate, bronze de 1933 (Musée des Beaux-Arts de Bordeaux)

Élève de l'école des beaux-arts de Bordeaux, il vient à Paris en 1924, avec une bourse municipal. Élève de Jules Coutan et de Paul Landowski, membre de la Société coloniale des artistes français, il obtient en 1925 une mention honorable au Salon des artistes français puis en 1929 le second prix du Prix de Rome.
Artiste en résidence et boursier de la Casa de Velázquez (1932) puis boursier de l'Afrique-Équatoriale française, il gagne en 1935 le Prix de Guadeloupe (pour le bas-relief du monument aux morts d'Anse-Bertrand) et en 1938 le prix de l'Indochine. 
Travaillant à l’École d'architecture de Đà Lạt, capturé et torturé par les Viet-Minh, il est tué le 1er mars 1948.